# Jimmy Greenhoff
James Greenhoff, detto Jimmy (Barnsley, 19 giugno 1946), è un ex calciatore e allenatore di calcio inglese, di ruolo attaccante.

## Biografia
Anche suo fratello Brian è stato un calciatore professionista, con cui ha trascorso diversi anni nei Red Devils.

## Carriera
Gioca per Leeds, Birmingham City, Stoke City, Manchester United, Crewe Alexandra, Toronto Blizzard, Port Vale e Rochdale, dove svolge l'incarico di giocatore-allenatore. Nel marzo del 1984 viene esonerato. Vinse diversi titoli durante la sua carriera: in particolare fu protagonista della FA Cup 1977 realizzando il 2-1 che consentì ai Red Devils di battere il Liverpool in finale.
Totalizza 746 presenze e 201 gol in tutte le competizioni.

## Palmarès

### Club

#### Competizioni nazionali
- Second Division: 1

Leeds: 1963-1964
- Coppa di Lega inglese: 2

Leeds: 1967-1968
Stoke City: 1971-1972
- Watney Cup: 1

Stoke City: 1973
- Coppa d'Inghilterra: 1

Manchester United: 1976-1977
- Charity Shield: 1

Manchester United: 1977

#### Competizioni internazionali
- Coppa delle Fiere: 1

Leeds: 1967-1968